# Rehm-Flehde-Bargen
Rehm-Flehde-Bargen ist eine lang gestreckte, ländlich-gewerblich strukturierte Gemeinde im Kreis Dithmarschen in Schleswig-Holstein. Neben Hellschen-Heringsand-Unterschaar ist Rehm-Flehde-Bargen die einzige deutsche Gemeinde mit einem Tripelnamen.

## Geografie

### Lage und Gliederung
Das Gemeindegebiet von Rehm-Flehde-Bargen erstreckt sich im Norden des Landschaftsbereichs der Dithmarscher Marsch im Bereich der historischen Lundener Nehrung, einem Donn in der Region Norderdithmarschen. Die Lundener Niederung erstreckt sich bis ins östliche Gemeindegebiet hinein.
Die Gemeinde besteht aus den Ortsteilen Rehm, Flehde und Bargen.

### Nachbargemeinden
Angrenzende Gemeindegebiete von Rehm-Flehde-Bargen sind:
| Groven | Krempel                                     |             |
|        | Kompassrose, die auf Nachbargemeinden zeigt | Schlichting |
| Hemme  | Stelle-Wittenwurth                          | Fedderingen |

## Geschichte
Am 1. April 1934 wurde die Kirchspielslandgemeinde Lunden aufgelöst. Alle ihre Dorfschaften, Dorfgemeinden und Bauerschaften wurden zu selbständigen Gemeinden/Landgemeinden, so auch Rehm-Flehde-Bargen.

## Politik

### Gemeindevertretung
Bei der Kommunalwahl am 14. Mai 2023 wurden insgesamt neun Sitze vergeben. Diese fielen alle an die Aktive Bürgerliste Rehm-Flehde-Bargen. Die Wahlbeteiligung betrug 56,1 %.

### Wappen
Blasonierung: „In Grün ein schräglinker silberner Wellenbalken, begleitet oben von drei goldenen Eichenblättern in der Stellung 2 : 1, unten von einem schräggestellten, schwebenden goldenen Dreiberg.“
Die drei goldenen Eichenblätter im Wappen erinnern an die Zusammensetzung der Gemeinde aus den drei Ortsteilen Rehm (im Norden), Flehde (im Westen) und Bargen (im Süden der Gemeinde). Die Eichenblätter beziehen sich auf Rehm, was so viel wie Waldstreifen heißt, was in früheren Zeiten wohl mal der Fall war und auch wieder aktuell ist, da in den 1980er und 1990er Jahren im gesamten Gemeindegebiet umfangreiche Aufforstungen durchgeführt worden sind. Daneben wird ein Wasserlauf durch den silbernen Wellenbalken dargestellt, der den Ortsteil Flehde („Fließ“ im Sinne von „Wasserlauf“) symbolisiert und der Ortsteil Bargen (Lage auf dem Geestrücken) wird durch den Dreiberg dargestellt. Die grüne Schildfarbe symbolisiert die landwirtschaftliche Struktur des Ortes.

## Sehenswürdigkeiten
- Naturschutzgebiet Mötjenpölder, Mötjensee

## Verkehr
Durch die langgestreckte Ortslage verläuft die schleswig-holsteinische Landesstraße 156. Diese stellt von Norden kommend den ursprünglichen Verlauf der B 5 dar. In der Gemeinde vollzieht die Straße einen Schwenk nach Westen und führt über Hemme weiter in nach Wesselburen und weiter in den Raum Büsum.
Die ursprüngliche Trasse der B 5 führt heute von hier aus als Dithmarscher Kreisstraße 43 in südliche Richtung weiter nach Heide.
Rehm-Flehde-Bargen liegt an der Marschbahn. Nächstgelegener Haltepunkt ist Lunden.